# Afekan
Afekan est une dépression circulaire sur Titan, satellite naturel de Saturne.

## Caractéristiques
Afekan est centrée sur 25,8° de latitude nord et 200,3° de longitude ouest, et mesure 115 km de diamètre.

## Observation
Afekan a été découverte par les images transmises par la sonde Cassini.
Elle a reçu le nom d'une déesse de la création et de la connaissance de Nouvelle-Guinée.